# 乌连戈气田
乌连戈气田（俄语：Уренгойское газовое месторождение）是一座超大型天然气田，其天然气储量居世界第三，储量超过十万亿立方米(1013 m³)。该气田位于俄罗斯秋明州亚马尔-涅涅茨自治区，北极圈以南不远。命名自附近的乌连戈伊。随之而在气田附近建成新乌连戈伊。

## 历史

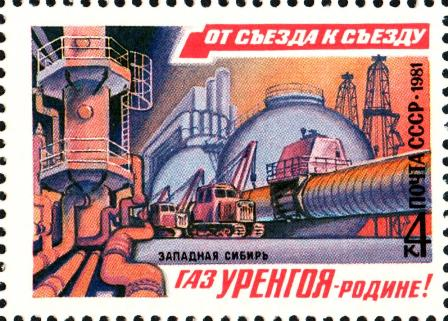
1981年的苏联邮票：“乌连戈天然气——为了祖国！”（Газ Уренгоя — Родине!）

乌连戈气田由地质学者瓦西里·季霍诺维奇·波德希比亚金于1966年6月发现。当年6月6日打出第一口勘探井。1978年开始开采，1981年2月25日首次开采出1000亿立方米天然气。1984年1月乌连戈的天然气出口至西欧。
现属俄罗斯天然气工业股份公司。

## 储量
总的地质储量评估为16万亿立方米天然气及12亿凝析气。剩余地质储量10.5万亿立方天然气。

## 技术特点
阿奇莫夫斯基沉积层出产率低，因此预先计划沿层段水平钻井200-300米，之后进行水力压裂。在Ен-亚新区块，应对高凝析气含量广泛使用了cycling-process工艺（即通过返注干燥气来降低地层凝析气损失）。